# Carlo Ceresoli
Carlo Ceresoli (Bergamo, 1910. június 14. – 1995. április 22.) világbajnok olasz labdarúgó, kapus, edző.

## Pályafutása

### Klubcsapatban
Az Ardens csapatában kezdte a labdarúgást. Az 1927–28-as idényben az Alzano első csapatában mutatkozott be. 1928 és 1932 között az Atalanta, 1932 és 1936 között az Ambrosiana játékosa volt. 1936 és 1939 között a Bologna labdarúgója volt és tagja volt az 1936–37-es és az 1938–39-es idényben bajnoki aranyérmes csapatnak. 1939 és 1941 között a Genoa játékosa volt. Az 1941–42-es idényben a Juventus csapatában szerepelt és olasz kupa győztesként (1942) vonult vissza az aktív labdarúgástól.

### A válogatottban
1934 és 1938 között nyolc alkalommal szerepelt az olasz labdarúgó-válogatottban. Tagja volt az 1938-as világbajnokságon aranyérmet nyert csapatnak.

### Edzőként
1949 és 1951 között a Marzoli edzője volt. Az 1951–52-es, az 1963–64-es és az 1968–69-es idényben az Atalanta vezetőedzője volt. 1952–53-ban a Salernitana szakmai munkáját irányította.

## Sikerei, díjai
Olaszország
- Világbajnokság
  - aranyérmes: 1938, Franciaország

 Bologna
- Olasz bajnokság (Serie A)
  - bajnok: 1936–37, 1938–39

 Juventus
- Olasz kupa (Coppa Italia)
  - győztes: 1942